# NGC 6357
NGC 6357 je emisijska maglica s otvorenim skupom u zviježđu Škorpionu. Ovo je zvjezdorodno područje u blizini središta Kumove slame. Sadrži mnogobrojne vruće mlade zvijezde kao i oblake plina i prašine, koji pod utjecajem ultraljubičastog zračenja i zvjezdanih vjetrova dovode do isijavanja svjetla. Zbog izgleda ovaj objekt zove se i maglica Jastog.
Unutar NGC 6357 nalazi se otvoreni skup Pismis 24, koje sadrži neke od najmasivnijih poznatih zvijezda. 
Među imenima naići će se i na "Rat i mir", prema istraživanjima skupin MSX  i RCW131 po katalogu RCW.

## Vanjske poveznice
- (engl.) SEDS: NGC 6357
- (engl.) Hartmut Frommert: Revidirani Novi opći katalog
- (engl.) Izvangalaktička baza podataka NASA-e i IPAC-a
- (engl.) Astronomska baza podataka SIMBAD
- (engl.) VizieR
- (engl.) Auke Slotegraaf: NGC 6357 Deep Sky Observer's Companion
- (engl.) NGC 6357  Arhivirana inačica izvorne stranice od 12. lipnja 2015. (Wayback Machine) DSO-tražilica
- (engl.) Courtney Seligman: Objekti Novog općeg kataloga: NGC 6350 - 6399